# گنجشک صخره‌ای درختی
پترونیای درختی (نام علمی: Petronia dentata) نام یک گونه از تیره گنجشک است.